# 卡马尼亚斯
卡马尼亚斯，是西班牙阿拉贡自治区特鲁埃尔省的一个市镇。总面积79平方公里，总人口124人（2018年），人口密度2人/平方公里。